# Antitrogus consanguineus
Antitrogus consanguineus är en skalbaggsart som beskrevs av Blackburn 1911. Antitrogus consanguineus ingår i släktet Antitrogus och familjen Melolonthidae. Inga underarter finns listade i Catalogue of Life.